# Райзер, Игнац (архитектор)
Игнац Натан Райзер (нем. Ignaz Nathan Reiser; 24 января 1863, Veľký Biel, Братиславский край — 14 января 1940, Вена) — австрийский архитектор.

## Биография
Игнац Рейзер родился в 1863 году в семье еврейского виноторговца Морица Рейзера и его жены Терезии Рейзер, в муниципалитете Мадьярбель на территории тогдашней венгерской части империи. Своё детство провёл в Братиславе и Вене. После посещения "Реальной гимназии" он учился с 1883 по 1892 год в Венском техническом университете вместе с Карлом Кенигом.
С 1892 по 1896 год работал стажёром у Стяссны Вильгельма. Затем работал внештатным архитектором в Вене  над жилыми и коммерческими зданиями, а также общественными зданиями для еврейской общины в Вене. В 1937 году он сдал экзамен на архитектора-строителя и стал состоять членом Инженерной палаты Вены, Нижней Австрии и Бургенланда с 1937 по 1940 год.
С 1896 года он был женат на дочери мясника Розали Люстиг, родившейся в 1868 году. С ней у него было два сына, Отто 1898 года рождения и Роберт 1890 года рождения, и дочь Маргит 1901 года рождения. Он умер от рака в 1940 году в больнице Ротшильдов в Вене. Его жена пережила его, и была депортирована в концлагерь Терезиенштадт в 1942 году и убита в лагере смерти Малый Тростинец в том же году. Его дети бежали в США.

## Избранные работы

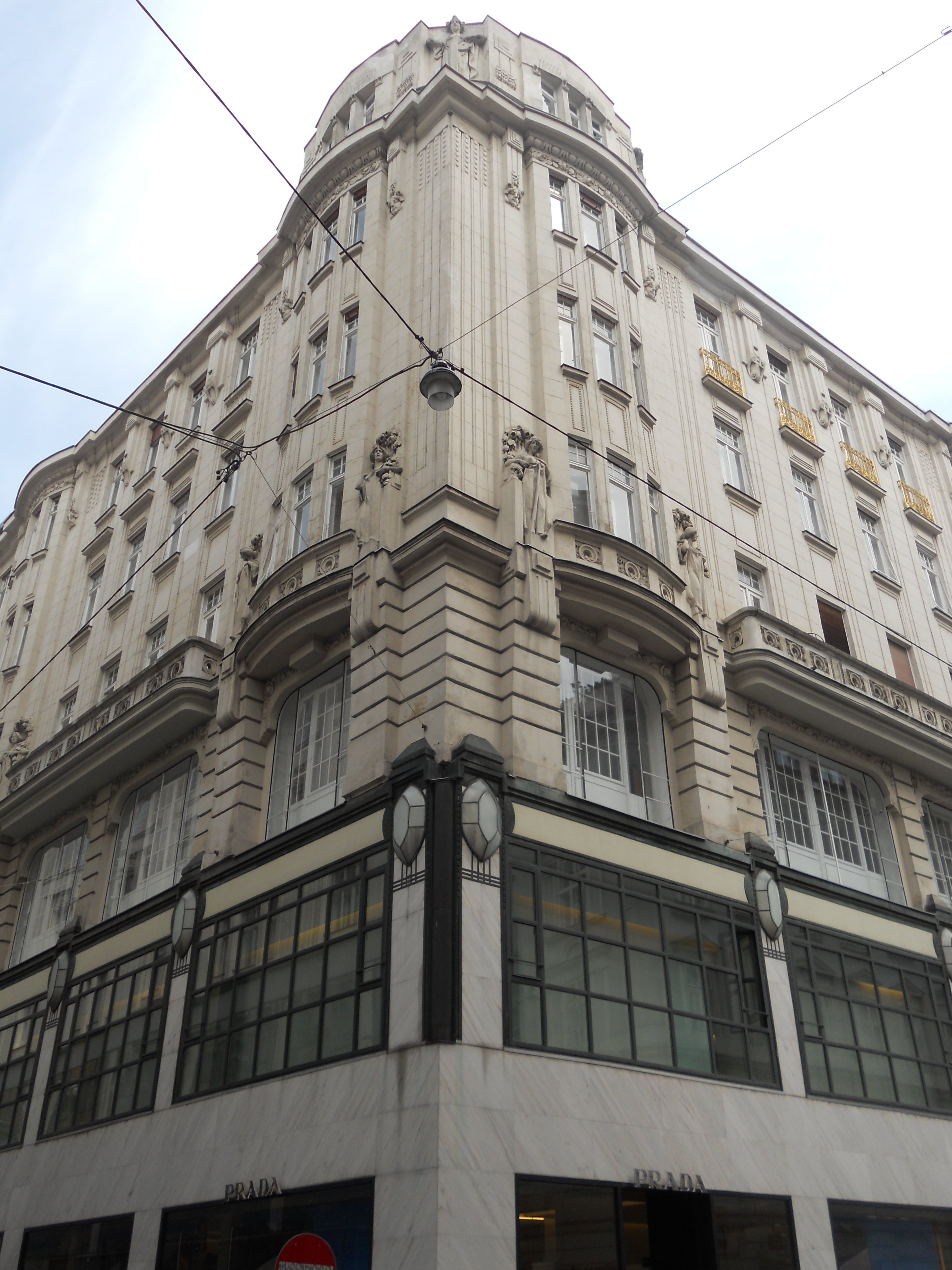
Жилое и коммерческое здание на Лилиенгассе 3, Внутренний город, Вена

Райзер в своих работах прибегал к стилям: позднего историзма,необарокко и функционализма. Многие из его зданий были снесены или разрушены в эпоху национал-социалистов.
- 1911-1912: Дворец Кай в 1-м Муниципальном районе Вены (снесён)
- 1912–1914: синагога в Мёдлинге (разрушена).
- 1913: Лилиенфельдер-Хоф 1-го числа Муниципальный район (старый: Weihburggasse 9 / новый: Liliengasse 3)
- 1913: Пазманитский храм на 2-м этаже. Муниципальный район Вены (разрушен)
- 1926: Зимний молитвенный зал синагоги Оттакрингер. Муниципальный район Вены (разрушен)
- 1926–1928: парадный зал и административное здание Еврейского отдела Венского центрального кладбища
- 1930: Преобразование аистового храма 15-м века. Муниципальный округ Вены

## Использованная литература
- Роланд Бургер, Франц М. Риннер, Франц Р. Штробль (ред. ): Уничтожено. О жизни евреев в Мёдлинге. Издание Умбрух, Молдинг ю. а. 1988, ISBN 3-900602-06-9, стр. 89 и далее.
- Урсула Прокоп: Игнац Рейзер и современность в еврейских культовых зданиях. В: Давид - журнал еврейской культуры, выпуск 102, 09/2014.
- Хайдрун Вайс: Игнац Натан Райзер, 1863–1940 гг. В: Давид - журнал еврейской культуры, выпуск 45, 07/2000.
- Хайде Вернер-Клементшич : Архитектор Игнац Райзер. жизнь и работа. В: Камни говорят 39/3.2000, № 118, стр. 3 и далее.
- Хуберт Риннер-Кристиан Мацнер: Архитектор Игнац Натан Райзер. В: Медиллиха, специальный выпуск журнала о культуре 2018 г., стр. 5

## Внешние ссылки
- Reiser, Ignaz. In: Architektenlexikon Wien 1770–1945. Herausgegeben vom Architekturzentrum Wien. Wien 2007.
- Ignaz (Nathan) Reiser в archINFORM[англ.]